# Franciscus van Assisi ontvangt de stigmata (Van Eyck)

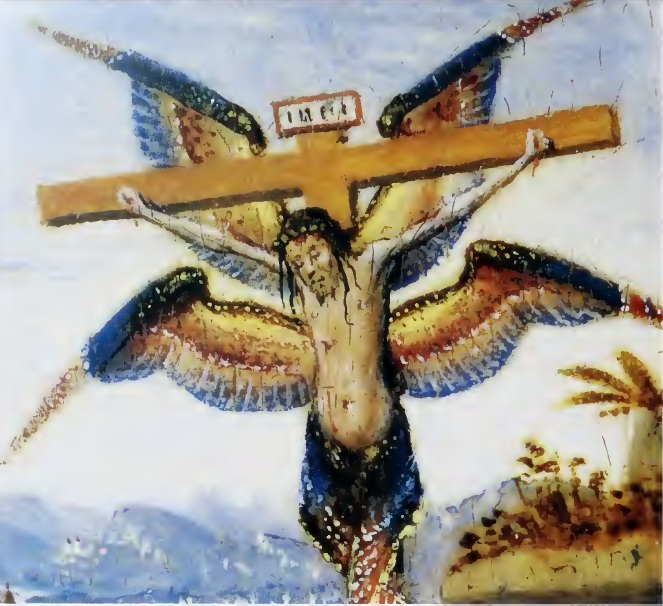
Uitvergroot detail van de miniatuurversie in Philadelphia

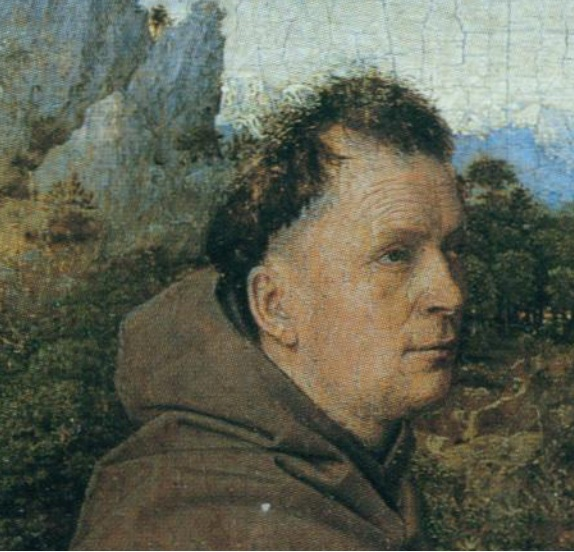
Het gezicht van Francisus, mogelijk een portret van Pieter II Adornes

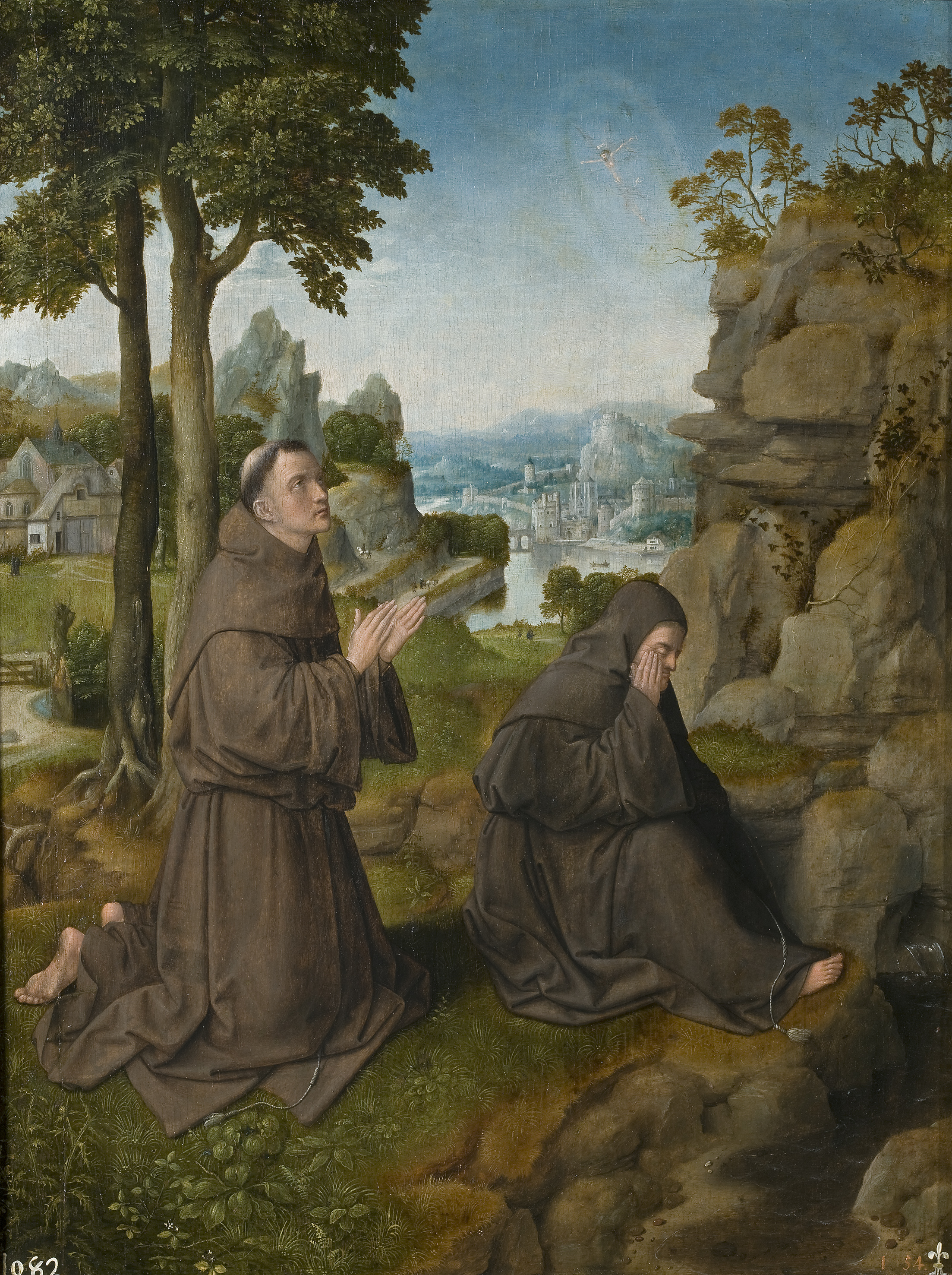
Repliek door de Meester van Hoogstraten, ca. 1510

Sint-Franciscus ontvangt de stigmata is een schilderij toegeschreven aan Jan van Eyck dat bestaat in twee versies. Het zijn niet-gesigneerde en niet-gedateerde werken in olieverf. Beide composities zijn nagenoeg identiek, maar verschillend in grootte. Het kleinere, waarvan de creatie wordt gesitueerd in 1430-1432, is geschilderd op perkament en bevindt zich in het Philadelphia Museum of Art. Het grotere paneel, te zien in de Galleria Sabauda van Turijn, zou ook gemaakt zijn door Van Eyck of mogelijk een navolger.

## Beschrijving

### Turijn
Het werk bewaard in de Galleria Sabauda in Turijn is geschilderd in olieverf op een eikenhouten paneel. Het meet 29,2 bij 33,4 cm.
Boven op de lijst vindt men het opschrift A´C.IXH.XAN. Het wordt toegeschreven aan Jan van Eyck en zou geschilderd zijn in de jaren 1430. Wat de iconografie betreft is het nagenoeg identiek aan het werk in Philadelphia, maar minder gedetailleerd uitgewerkt in de achtergrond en in persoonskenmerken. Het werk kwam in het bezit van de Galleria Sabauda in 1866 en heeft inventaris nr. 7/187. Het doek zou gekocht zijn van een monnik die het in zijn bezit had.

### Philadelphia
Het werk bewaard in het Philadelphia Museum of Art in Philadelphia is geschilderd in olieverf op perkament, dat bevestigd is op een eikenhouten paneel. Het meet 12,7 bij 14,6 cm.
Boven op de lijst vindt men het opschrift A´C.IXH.XAN. Het werd geschilderd ca. 1430-1432 en wordt toegeschreven aan Jan van Eyck. Het werk werd gekocht door Lord Heytesbury van een dokter in Lissabon tussen 1824 en 1828. Daarna kwam het terecht bij de kunsthandelaar Gooden & Fox in Londen in 1894. Het werd aangekocht door John G. Johnson uit Philadelphia en door hem aan het Philadelphia Museum of Art geschonken in 1917.

## Thema
De schilderijen beelden een gebeurtenis uit het leven van de heilige Franciscus van Assisi uit. In 1224, twee jaar voor zijn dood, trok hij zich in eenzaamheid terug in La Verna in Casentino op de berg Penna, hij was toen al ziek. De plaats was in 1213 aan Franciscus geschonken door graaf Orlando Cattani van Chiusi della Verna. De franciscanen bouwden er een kleine kluis. Tijdens een gebedsmeditatie van Franciscus verscheen hem een engel met zes vleugels, die gekruisigd was zoals Christus. Franciscus werd enorm bewogen door medelijden. Hij brak zich het hoofd over de mening van dit visioen en kreeg toen zelf de wonden van Christus aan handen en voeten en in zijn zijde. Het is dit verhaal, naar de tekst van de hagiografie van Thomas van Celano (ca. 1200-1260), dat op beide werken wordt afgebeeld. Franciscus wordt op de schilderijen vergezeld door een van zijn vertrouwelingen, broeder Leo.
Het thema kwam voor in Italië maar werd hier, volgens James Snyder, waarschijnlijk voor het eerst afgebeeld in de kunst van de noordelijke renaissance. De werken zouden geen prototype hebben gehad en waren een van de eerste Noord-Europese voorstellingen van het thema. De vernieuwende iconografie zou toe te wijzen zijn aan de genialiteit van Jan van Eyck. Deze stelling wordt evenwel niet gedeeld door alle onderzoekers. Sid Pubben stelt in zijn bachelorscriptie van 2018 deze stelling grotendeels in vraag. Van Eycks compositie was wel populair, zoals blijkt uit kopieën en ontleningen. Kunstenaars als Botticelli, Verrocchio en Lippi lijken in de jaren 1470 Van Eycks motieven te hebben overgenomen, in het bijzonder de rotspartij en de bergbron. Een Iberische versie door de Meester van Porciúncula wordt gedateerd rond 1470. Het Prado in Madrid bezit een versie gemaakt rond 1510, toegeschreven aan de Meester van Hoogstraten.

## Voorstelling
Beide werken zijn nagenoeg identiek. Het zijn allebei liggende werken met op het bovenste deel een berglandschap. In de voorgrond zien we Franciscus en broeder Leo. De rotsformaties achter het duo zijn minutieus weergegeven. In een vallei op de achtergrond ziet men een laatmiddeleeuwse stad waarin verschillende gebouwen herinneren aan Jeruzalem, zoals de Omarmoskee, die Van Eyck kende uit tweede hand. De weerspiegelingen in het water bij de stad waren een eyckiaanse innovatie, waarmee hij al in het Turijn-Milaan-Getijdenboek zijn kunnen had getoond.
Op de voorgrond is Franciscus geknield in het gras. Hij houdt de handen los van elkaar voor zijn borst en de mouwen komen tot aan de polsen. Zijn voeten komen net onder het habijt uit (en lijken niet bij het lichaam te horen). In handen en voeten ziet men de nagelwonden waaruit bloed druppelt. Franciscus kijkt sereen voor zich uit en heeft blijkbaar geen oog voor het afgebeelde visioen. Kunsthistorici zien dit als een manier van Jan van Eyck om aan te duiden dat het visioen eigenlijk een intern gebeuren was. Broeder Leo zit voor Franciscus in het gras en lijkt te slapen. Zijn habijt hangt heel losjes om hem heen zodat zijn precieze houding moeilijk is in te schatten. Hij ondersteunt het hoofd met zijn rechterhand. Boven Leo zweeft de serafijn als Christus aan het kruis. Het feit dat broeder Leo slapend wordt afgebeeld zou erop wijzen dat het visioen alleen door Franciscus werd gezien en dat Leo geen deel had aan de mystieke ervaring.

## Geschiedenis
De Brugse lakenhandelaar Anselm Adornes vermaakte in 1470, vóór hij afreisde naar Jeruzalem, twee tafereeltjes van Sinte Fransoys van de hand van meester Jan van Eyck aan zijn ingetreden dochters Margriet en Louise. Klaarblijkelijk ging het om triptiekjes met nog onbeschilderde buitenluiken waarop het portret van Adornes en zijn vrouw moest komen. Vermoed wordt dat deze intentie uit het testament niet is uitgevoerd en dat de dochters de schilderijen ook nooit hebben geërfd. Wellicht zijn ze terechtgekomen in Italië in de Genuese tak van de familie Adornes. Er wordt gedacht dat Anselm Adornes de schilderijen zelf in 1464/65 had geërfd van zijn vader Pieter of zijn oom Jacob, die aan hun pelgrimstocht naar Jeruzalem een devotie voor het Heilig Graf zouden hebben overgehouden. Het gezicht van Franciscus vertoont opmerkelijke overeenkomsten met een portret van Pieter Adornes op een brandglasraam van de Jeruzalemkerk.

## Toeschrijving
Al sinds het einde van de 19e eeuw werden de werken op basis van het testament van Anselmus Adornes toegeschreven aan Jan van Eyck, maar deze toeschrijving werd, en wordt nog steeds gecontesteerd. De kunsthistoricus Gustav Waagen, die nog vóór de ontdekking van Adornes' testament als eerste de kleine stigmatisering bestudeerde, plaatste het werk tijdens Van Eycks verblijf in Portugal in 1428-1429 op basis van de aankoop door baron Heytesbury in Lissabon. In de 19e eeuw dachten sommigen ook aan een leerling of een volgeling van de meester, waarbij vaak de onhandige anatomie van Franciscus' voeten werd aangestipt. In 1902 kende James Weale de werken niet toe aan Jan van Eyck. Kurt Pfister daarentegen schreef in 1922 de werken toe aan Van Eyck. Marguerite Devigne deelde in 1926 dan weer de mening van Weale. Max Friedländer en Leo Van Puyvelde herkenden er de hand van de meester in. Ook Ludwig von Baldass rekende het werk in Philadelphia in 1952 tot Van Eycks oeuvre omwille van het experimentele karakter en de vernieuwende iconografie. De Turijnse versie zou volgens hem een kopie zijn. Erwin Panofsky zag de werken in 1953 dan weer niet als Van Eycks.
Er zijn sedertdien onderzoeken gedaan naar de natuurwetenschappelijke aspecten van de panelen en naar de stilistische achtergrond, gerapporteerd door J.R.J. van Asperen de Boer in een monografie over de twee werken. Het dendrochronologisch onderzoek van het paneel nu in Philadelphia toonde aan dat het hout afkomstig was uit dezelfde boom die gebruikt werd voor het portret van Giovanni Arnolfini en voor het portret van Boudewijn van Lannoy, allebei toegeschreven aan Jan van Eyck zelf. Het paneel nu in Turijn kwam van een andere boom maar is ongeveer van dezelfde ouderdom en zou dus tegelijkertijd gebruikt kunnen zijn. Infraroodreflectografisch onderzoek door Van Asperen de Boer zou aantonen, op basis van de ondertekening, dat het Turijns paneel door Jan van Eyck zelf geschilderd werd. Over het werk in Philadelphia concludeerde hij dat het een latere kopie moest zijn maar zonder veel meer details te geven. Luber kwam in 1998 tot dezelfde conclusie op basis van een bijkomend argument. Ze stelde vast dat het verschil in schaal tussen de werken de schilder ertoe noopte om licht afwijkende schildertechnieken te gebruiken om optisch tot hetzelfde resultaat te komen. In haar visie toont dit de hand van een geniaal schilder. Ze meende voorts dat de uitgewerkte ondertekening in de Turijnversie en de lichte afwijkingen in het eindresultaat erop wijzen dat dit het eerste werk was en de Philadelphiaversie de kopie. Andere onderzoekers zijn van het tegengestelde overtuigd. Kayla Burt besluit op basis van de schildertechniek en de overvloed aan details zowel in de figuren als in de achtergrond, dat het werk uit Philadelphia het origineel moet zijn. Het Turijns werk is veel minder gedetailleerd en volgens Burt pleit de gedetailleerde ondertekening eerder voor een kopie door een tweede hand dan voor origineel werk van Jan van Eyck. Consensus is er dus nog niet.

## Voetnoten
1. ↑  De H. Franciscus ontvangt de stigmata, jaren 1430 op de website van RKD. Gearchiveerd op 31 oktober 2022.
2. ↑  De H. Franciscus ontvangt de stigmata, 1430-1432 op de website van RKD. Gearchiveerd op 2 december 2019.
3. ↑  James Snyder, in: Jan van Eyck: Two paintings of Saint-Francis Receiving the Stigmata, ed. Van Asperen de Boer e.a., Philadelphia: Philadelphia Museum of Art, 1997 p. 84.
4. ↑  Sid Pubben, Geniale vernieuwingen of voortzetting van bestaande ideeën. De aansluiting van ‘De stigmatisatie van Sint Franciscus’ in Philadelphia en Turijn op de ontwikkelingen in de Franciscusiconografie, bachelorscriptie Radboud universiteit, 2018, pp. 4-5, pp. 35-37.
5. 1 2 3  Sid Pubben, Geniale vernieuwingen of voortzetting van bestaande ideeën. De aansluiting van ‘De stigmatisatie van Sint Franciscus’ in Philadelphia en Turijn op de ontwikkelingen in de Franciscusiconografie, bachelorscriptie Radboud universiteit, 2018, p. 3.
6. ↑  Testament van 10 februari 1470 (NS), bewaard in een vroeg-16e-eeuwse kopie in het Stadsarchief Brugge: Item zo gheve ic elcken van mijn lieve dochters die begheven zijn, te wetene Margriete, 't Saertruesinnen, ende Lowyse, sint Truden, een tavereel daer inne dat sinte Fransoys in potrature van meester Jans handt van Heyck ghemaect staet, ende datmen inde duerkens die dezelve tavereelkins beluucken doe maken mijn personage ende mer vrauwe, alzo wel alsmen mach, te dien hende dat wij van hemlieden ende andere devote persoonen moghen ghedocht zijn, ende daer toe elcken 1 lb. gr. om haerlieder wille mede te doene.
7. ↑  Gustav Waagen, Galleries and Cabinets of Art in Great Britain, Forming a Supplemental Volume to the Treasures of Art in Great Britain, 1857, p. 389.
8. ↑  James Weale, Hubert and John van Eyck: Their life and work. Londen: Lane, 1908, p. 31.
9. ↑  Kurt Pfister, Van Eyck. München: Delphin, 1922, p. 21.
10. ↑  Ludwig von Baldass, Jan van Eyck. Londen: Phaidon Press, 1952, pp. 30, 51.
11. ↑  Erwin Panofsky, 1971 (eerste druk: 1953), p. 192.
12. ↑  Katherine Crawford Luber, "Patronage and Pilgrimage: Jan van Eyck, the Adornes Family, and Two Paintings of Saint Francis in Portraiture", in: id., Recognizing Van Eyck, 1998, p. 32-33
13. ↑  Katherine Crawford Luber, "Patronage and Pilgrimage: Jan van Eyck, the Adornes Family, and Two Paintings of Saint Francis in Portraiture", in: id., Recognizing Van Eyck, 1998, p. 36
14. ↑  Kayla Burt, Two paintings of St. Francis of Assisi Receiving the Stigmata.